# Dragona

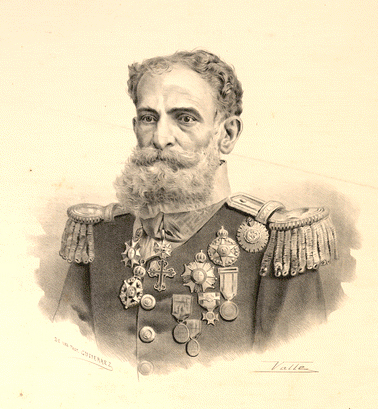
O Marechal Deodoro usando dragonas.

Dragona é uma peça metálica ornada com franjas de fios de seda ou
ouro, e era usada como distintivo no ombro do uniforme militar.
Começou a fazer parte do fardamento militar ainda no século XVIII.
Deixou de ser acessório obrigatório com a modernização das forças armadas e de segurança militares nacionais, que ocorreu em período anterior e contemporâneo à Segunda Guerra Mundial, ou seja, nos anos 1930 e 1940, sendo utilizadas, nos dias atuais, em uniformes históricos ou de guarda.
Via de regra, são utilizadas nos uniformes dos militares atuais as "platinas" ou "charlateiras", acessórios mais simples que indicam posto ou graduação dos militares que a utilizam.